# Jardín botánico de Quarryhill
El Jardín Botánico de Quarryhill en inglés : Quarryhill Botanic Garden es un jardín botánico dedicado a la investigación, con una extensión de 61 acres (247,000 m²) que alberga una de las mayores colecciones de plantas de la zona templada de Asia y de Norteamérica.
El código de identificación del Quarryhill Botanic Garden como miembro del "Botanic Gardens Conservation Internacional" (BGCI), así como las siglas de su herbario es GELLE.

## Localización
Quarryhill Botanical Garden 12841 Sonoma Highway P.O. Box 232, Glen Ellen, Sonoma County, California 95442 United States of America-Estados Unidos de América
Planos y vistas satelitales.38°22′29″N 122°30′51″O / 38.37472, -122.51417
- Promedio anual de lluvias: 635 mm
- Altitud: 105.00 m s. n. m.

El jardín botánico en el Sonoma Valley es visitable previa solicitud.

## Historia
El Arboretum puede ser fechado en 1968, cuando Jane Davenport Jansen compró los terrenos para un viñedo. En 1987, comenzó la plantación de un jardín de 20 acres (81,000 m²) en las laderas de una colina en unas viejas canteras. 
En ese año, los representantes de Quarryhill hicieron su primera expedición a Asia de colectas de semillas. Se creó un vivero en 1988, y las plantaciones comenzaron en 1990.

## Colecciones
Una tercera parte de las colecciones del jardín están dedicadas a plantas silvestres de China, Japón y de los Himalayas, con más del 90 por ciento procedentes de plantas recolectadas silvestres, con semillas documentadas científicamente. 
La colección incluye variedades raras tal como Cornus capitata, Holboellia coriacea, Illicium simonsii, Rosa chinensis var. spontanea, nativa de Sichuan, además hay unas extensas colecciones de plantas silvestres asiáticas de Cornejos, Azucenas, Magnolias, Arces, Robles, Rosas, y Rhododendrons.
Las expediciones de colectas de especímenes de Herbario y semillas que Quarryhill organiza cada año han reunido hasta el momento ejemplares de las siguientes regiones de Asia : 
- China - Hubei, Sichuan, Taiwán, Tíbet, Yunnan
- India - Himachal Pradesh
- Japón - Hokkaidō, Honshu, Kyushu, Shikoku, Yakushima
- Nepal.

Otras expediciones han recolectado de Norteamérica. El jardín también recibe semillas silvestres recolestadas por cortesía del Index Seminum desde Japón, Taiwán y Corea del Sur, además de semillas y plantas asiáticas procedentes de los jardines botánicos norteamericanos.